# Perry Mubanga
Perry Mubanga là một hậu vệ bóng đá người Zambia.

## Sự nghiệp
Anh thi đấu cho Power Dynamos FC ở Kitwe, Zambia và từng thi đấu cho đội tuyển quốc gia Zambia. Anh cũng từng thi đấu cho Kitwe United.